# ایوو ورنر
 ایوو ورنر (انگلیسی: Ivo Werner؛ زاده ۱۹ اوت ۱۹۶۰) یک تنیس‌باز اهل چکسلواکی است.